# Port lotniczy Hlotse
Port lotniczy Hlotse (ang. Hlotse Airport) (IATA: LRB, ICAO: FXLR) – port lotniczy zlokalizowany w mieście Leribe, w Lesotho.